# Ulf J. Söhmisch
Ulf J. Söhmisch, all'anagrafe Ulf-Jürgen Söhmisch (Breslau, 10 giugno 1938 – Monaco di Baviera, 20 novembre 2016) è stato un attore e doppiatore tedesco.

## Biografia
Söhmisch cresce a a Breslavia e si trasferirà poi a Monaco. Söhmisch è stato attore professionista dal 1963 al 2013 partecipando a più di trenta produzioni tra cinema e televisone.
È noto per aver interpretato il medico legale nella serie ZDF Der Alte, dal novembre 1983 (ep. 74) all'ottobre 2013 (ep. 374).
Söhmisch ha anche dato la voce come doppiatore a Donald Sutherland, Charles Napier, James Avery, Jim Carter e Stephen McHattie. Ha dato lavoce anche a diversi personaggi dei Simpsons.